# Stenoporpia anellula
Stenoporpia anellula là một loài bướm đêm trong họ Geometridae.